# اوریا لوکا
اوریا لوکا (به لاتین: Orja Luka) یک منطقهٔ مسکونی در مونته‌نگرو است که در شهرداری دانیلوگراد واقع شده‌است. اوریا لوکا ۲۷۹ نفر جمعیت دارد.